# Altolamprologus
Genre
Les  poissons du genre Altolamprologus sont endémiques du lac Tanganyika en Afrique. Ce sont des Cichlidae aux allures comprimées. Il existe plusieurs formes géographiques pour les deux espèces décrites et également des formes naines.

## Liste des espèces
Selon FishBase (23 janv. 2017) :
- Altolamprologus calvus  (Poll, 1978)
- Altolamprologus compressiceps  (Boulenger, 1898)